# Giselli Monteiro
Giselli Monteiro (sinh ngày 16 tháng 11 năm 1988) là cựu người mẫu và diễn viên Bollywood người Brazil. Cô đã ra mắt bộ phim của mình với vai trò "Harleen Kaur" trong bộ phim Bollywood 2009 Love Aaj Kal, do Imtiaz Ali đạo diễn.

## Tuổi thơ và sự nghiệp
Monteiro được sinh ra ở Espirito Santo, Brazil. Cô bắt đầu sự nghiệp người mẫu từ năm mười bảy tuổi và đã đi đến Ý, Đức, Pháp, Hy Lạp, Hồng Kông, Singapore, Thái Lan và Philippines. Cô đến Mumbai, Ấn Độ vào năm 2008  Cô bắt đầu sự nghiệp diễn xuất của mình ở Bollywood, mô tả vai trò của kiểu cũ Punjabi cô gái, Harleen Kaur, trong Imtiaz Ali 's Tình yêu Aaj Kal mà cũng sao Saif Ali Khan và Deepika Padukone. Cô đã cố tình giữ bí mật trong suốt quá trình quảng bá phim. Sau khi bộ phim được phát hành, danh tính của cô đã được tiết lộ, và cũng tiết lộ rằng cô đã tiếp cận Ali thông qua nhà thiết kế Anaita Shroff Adajania để thử vai cho Jo, bạn gái da trắng của Saif Ali Khan trong nửa sau của bộ phim, nhưng, Theo đề nghị của vợ, Ali đã đưa cô ấy tham gia Harleen, đặc biệt là vì anh ấy đã không thể tham gia vai diễn đó mặc dù đã thử vai các cô gái từ khắp Ấn Độ. Cô được xuất hiện trên trang bìa của ấn bản Harpers Bazaar, ELLE, Marie Clarie và Femina của Ấn Độ.
Ngoài diễn xuất, Giselli là đại sứ thương hiệu của Wills Lifestyle, Movil Mobiles  và PC Jewelers  tại Ấn Độ. Cô đã trình diễn thời trang cho Rohit Bal, Ritu Kumar và Ranna Gill.
Vào ngày 23 tháng 5 năm 2010, Giselli đã xuất hiện trên chương trình Fantástico do Rede Globo phát sóng tại quê nhà của cô, Brazil và nói về Mumbai. Cô tiếp theo xuất hiện trong Luôn luôn Kabhi Kabhi, một bộ phim dưới biểu ngữ Red Chillies Entertainment phát hành vào ngày 17 tháng 6 năm 2011. Gần đây, cô xuất hiện trên Westside, chuỗi chiến dịch thương hiệu mới của cửa hàng bán lẻ Thời trang bắt đầu từ tháng 9 năm 2011.

## Từ bỏ phim ảnh
Sau một sự nghiệp thành công trong nghề người mẫu, Giselli đã bỏ việc sau 3 bộ phim vào năm 2014 để theo đuổi việc học ngành kiến trúc tại Đại học Vila Velha, ở Espirito Santo, Brazil. Theo cô, cô không bao giờ có ý định tham gia phim ảnh, và học kiến trúc là niềm đam mê mà cô muốn theo đuổi.